# Thomas Neeser
Thomas Neeser (* 1973 in Ochsenfurt) ist ein deutscher Koch.

## Werdegang
Neeser wuchs bei Würzburg auf, seine Eltern waren Landwirte. Nach der Ausbildung in Würzburg wechselte er 1992  zum Restaurant Die Ente vom Lehel in Wiesbaden, 1993  zum Restaurant Pfeffer und Salz in Viernheim (zwei Michelinsterne), 1995 zum Restaurant Michel Chabran in Pont-de-l’Isère (zwei Michelinsterne) und zum Restaurant Palme d'Or in Cannes (zwei Michelinsterne). Ab 1997 kochte Neeser drei Jahre in der Auberge de I’ll bei Marc Haeberlin in Illhaeusern (drei Michelinsterne).
Als Souschef kochte er 2000 im Lorenz Adlon bei Karlheinz Hauser im Hotel Adlon in Berlin (ein Michelinstern). 2002 wurde er hier Küchenchef, auch unter ihm wurde das Restaurant weiter mit einem Michelinstern ausgezeichnet. Im April 2010 wechselte er zum Restaurant Les Saisons im Grand Hotel du lac Vevey in Vevey am Genfersee. Das Restaurant wurde von 2011 bis 2020 mit einem Michelinstern ausgezeichnet. Ende 2022 wurde das Restaurant Les Saisons geschlossen.
Neeser ist verheiratet und hat zwei Kinder.

## Auszeichnungen
- 2012–2010: Ein Michelinstern für das Restaurant Lorenz Adlon in Berlin[2]
- 2015: Hotelkoch des Jahres vom Wirtschaftsmagazins Bilanz[11]
- 2011–2020: Ein Michelinstern für das Restaurant Les Saisons in Vevey[8][9]